# Ексцизійна репарація основ

Основні етапи ексцизійної репарації основ: праворуч — репарація короткими латками, ліворуч — репарація точковими латками

Ексцизі́йна репара́ція осно́в (англ. base excision repair (BER)) — система репарації ДНК, що видаляє з подвійної спіралі пошкоджені азотисті основи. BER починається з розпізнавання і видалення пошкодженої основи ДНК-глікозилазами. Далі особлива ендонуклеаза видаляє уривок ланцюга, що містить нуклеотид без основи, і ДНК-полімерази забудовують пролом. Розрізняють BER з точковою латкою, при якій видаляється тільки нуклеотид, позбавлений азотистої основи, або BER з короткою латкою, при якій видаляється короткий уривок, що містить пошкоджений нуклеотид.

## Механізм
BER починається з розпізнавання ДНК-глікозилазами пошкоджених основ (наприклад, алкілованих), неспарених основ, а також урацилу, який в нормі відсутній в ДНК і є тільки в РНК. Глікозилаза розрізає зв'язок азотистої основи з дезоксирибозою, видаляючи її з ДНК. Деякі глікозилази також є ліазами і вносять розрив у ланцюг ДНК з 3'-кінця пошкодженого нуклеотиду, використовуючи аміногрупу як нападну групу. Подальший хід репарації визначається тим, чи брала участь ліаза у видаленні пошкодження.
Якщо глікозилаза виступала як ліаза, то BER іде по шляху з точковою латкою. AP-ендонуклеаза APE1 вносить розрив у 5'-кінця пошкодженого нуклеотиду і він покидає ДНК. Новоутворений пролом забудовується ДНК-полімеразою β і лігується ДНК-лігазою XRCC1/Lig3.

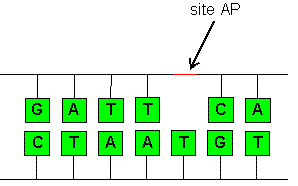
Схематичне подання AP-сайту

Якщо ліазної активності не було, то з утвореним AP-сайтом (тобто апуриновим і апіримідиновим) зв'язується ендонуклеаза APE1, яка видаляє пошкоджений нуклеотид і від двох до десяти його сусідів. Далі реплікативне поєднання, що складається з ДНК-полімераз δ і ε та інших складників, забудовує пролом, витісняючи прилеглі нормальні нуклеотиди. Витиснені при цьому нормальні нуклеотиди видаляються ендонуклеазою FEN1. Далі новосинтезована ділянка лігується лігазою 1.
Механізм розпізнавання пошкоджених основ зазвичай заснований на тому, що вони порушують структуру подвійної спіралі ДНК і «вискакують» зі спіралі, потрапляючи безпосередньо в активне осереддя глікозилази.
Пошкоджені основи не завжди підлягають видаленню. Наприклад, при репарації метильованих аденінових нуклеотидів метильна група окислюється особливими ферментами до CH2OH, далі вивільняється формальдегід (HCHO) і вихідна структура аденіну відновлюється.
Вибір шляху BER — з точковою або з короткою латкою — може також залежати від стадії клітинного циклу і ступеня диференціювання клітини. Крім того, два механізми використовуються різними організмами з різною частотою. Наприклад, у дріжджів Saccharomyces cerevisiae, мабуть, відсутня репарація точкової латкою, адже у них не виявлено гомологів людських генів, білкові продукти яких беруть участь в цьому шляху.

## Клінічне значення
Дефекти в різних шляхах репарації ДНК сприяють розвитку раку, і BER не є винятком. У найрізноманітніших організмах порушення в генах, білкові продукти яких задіяно в BER, призводять до різкого підвищення частоти мутацій, що є передумовою для ракових захворювань. Дійсно, соматичні мутації, що зачіпають ДНК-полімерази β, спостерігаються в 30% випадків раку, і деякі з них викликають злоякісну трансформацію у мишей. Діяльність репарації пошкоджених основ і нуклеотидів в клітинах голого землекопа набагато вища, ніж в клітинах миші, і може бути відповідальною за те, що середня тривалість життя цього гризуна 30 років, тоді як у звичайної миші — півтора року. Мутації ДНК-глікозилази MUTYH підвищують ризик розвитку раку товстої кишки.